# Phellinus membranaceus
Phellinus membranaceus är en svampart som beskrevs av J.E. Wright & Blumenf. 1984. Phellinus membranaceus ingår i släktet Phellinus och familjen Hymenochaetaceae.   Inga underarter finns listade i Catalogue of Life.